# Katherine Oppenheimer
Katherine "Kitty" Oppenheimer (de soltera Puening; 8 de agosto de 1910-27 de octubre de 1972) fue una bióloga y botánica estadounidense de origen alemán. Fue miembro del Partido Comunista de América. 

## Biografía
Katherine "Kitty" Vissering Puening nació en Recklinghausen, Westfalia, Prusia, Alemania, el 8 de agosto de 1910 como hija única de Franz Puening y de su esposa Käthe Vissering. Aunque afirmó que su padre era un príncipe y que su madre estaba relacionada con la reina Victoria, esto no era cierto. Su madre era prima de Wilhelm Keitel, quien más tarde se convirtió en mariscal de campo en el ejército alemán durante la Segunda Guerra Mundial, y fue ahorcado en 1946.
Llegó a los Estados Unidos el 14 de mayo de 1913, a bordo del SS Kaiser Wilhelm der Grosse. Su padre, un ingeniero metalúrgico, había inventado un nuevo tipo de alto horno y había obtenido un empleo en una compañía siderúrgica en Pittsburgh, y la familia se estableció en el suburbio de Aspinwall. Aunque su primer idioma era el alemán, pronto aprendió inglés con fluidez y hablaba ambos idiomas sin acento. Sus padres la llevaban regularmente con ellos en visitas de verano a Alemania.
Después de graduarse de la escuela secundaria Aspinwall en junio de 1928 se matriculó en la Universidad de Pittsburgh. Vivía en casa y asistía a clases de primer año de matemáticas, biología y química. Su padre ahora trabajaba para Koppers y tenía patentes para el diseño de altos hornos. Puening convenció a sus padres de que sería una buena idea que estudiara en Alemania, y navegó hacia Europa en marzo de 1930. Es dudoso que haya tomado alguna clase, pero conoció a Frank Ramseyer, un estadounidense que estudiaba música en París con Nadia Boulanger, antes de zarpar de regreso a casa el 19 de mayo.
Puening completó el primer año de su carrera, pero se casó con Ramseyer ante un juez de paz en Pittsburgh el 24 de diciembre de 1932. La pareja se mudó a un apartamento cerca de la Universidad de Harvard, donde Ramseyer esperaba obtener una maestría en música. Se volvió a matricular en la Universidad de Pittsburgh en enero de 1933 y regresó a la casa de sus padres en Aspinwall. En junio de 1933 volvió a navegar a Europa, con su marido. Cuando regresó, se matriculó en la Universidad de Wisconsin, aunque no hay constancia de que haya completado alguna clase. Obtuvo una nulidad de su matrimonio del Tribunal Superior de Wisconsin el 20 de diciembre de 1933. Más tarde les dijo a sus amigos que había descubierto pruebas de que Ramseyer era homosexual y drogadicto. Ella también tuvo un aborto.

## Comunismo
En una fiesta de Nochevieja más tarde ese año, Puening conoció a Joseph Dallet Jr., el hijo de un rico hombre de negocios de Long Island que había asistido a Dartmouth College. Se había radicalizado por las ejecuciones de 1927 de Sacco y Vanzetti, y se había unido al Partido Comunista de los Estados Unidos en 1929. Había estado involucrado en la protesta del Día Internacional del Desempleo en Chicago el 6 de marzo de 1930, que había sido brutalmente reprimida por las autoridades, y actualmente trabajaba como organizador sindical con los trabajadores del acero en Youngstown, Ohio. En un momento se postuló para alcalde de Youngstown en la lista del Partido Comunista, pero no fue elegido.
Los padres de Puening se habían mudado a Claygate, al suroeste de Londres, donde su padre representaba una firma con sede en Chicago. Al regresar a los Estados Unidos el 3 de agosto de 1934 después de visitar a su familia en Europa, se mudó con Dallet y se convirtió en su esposa en matrimonio de derecho consuetudinario. Compartían una habitación en una casa de huéspedes en ruinas que costaba cinco dólares al mes. Gus Hall y John Gates tenían una habitación al final del pasillo. Vivían del paro, $12.50 por mes cada uno. Como esposa de un miembro del partido, a Puening se le permitió unirse al Partido Comunista, pero solo después de demostrar su lealtad distribuyendo copias del Daily Worker en las calles. Las cuotas del partido eran de 10 céntimos a la semana.
Se separaron en junio de 1936 y Puening se fue a vivir con sus padres a Claygate, donde trabajó como traductora de alemán a inglés. Pasaron meses sin saber nada de Dallet, hasta que Puening descubrió que su madre le había estado escondiendo las cartas. "Su madre", recordó su amiga Anne Wilson, "era un verdadero dragón, una mujer muy represiva. Desapareció un día por la borda de un transatlántico y nadie la extrañó. Eso lo dice todo." 
En última carta Dallet decía que se dirigía a España en el RMS Queen Mary para unirse a las Brigadas Internacionales que luchaban en la guerra civil española. Puening se reunió con Dallet y su mejor amigo Steve Nelson en Cherburgo, y viajaron juntos a París. Después de unos días allí, regresó a Londres, y se dirigieron al sur, cruzando a España donde se unió al Batallón Mackenzie-Papineau, una unidad compuesta por voluntarios estadounidenses y canadienses.
Puening quería unirse a Dallet en España y finalmente obtuvo el permiso para hacerlo. Su viaje a España se retrasó por la hospitalización para una operación el 26 de agosto de 1937 por lo que inicialmente se pensó que era una apendicitis, pero que se determinó que eran quistes de ovario, que fueron extirpados por médicos alemanes. Puening regresó a Inglaterra para recuperarse. Antes de que pudiera partir hacia España, llegó la noticia de que Dallet había muerto en combate el 17 de octubre de 1937. Sus cartas a ella fueron publicadas como Letters from Spain by Joe Dallet, American Volunteer, to his Wife (1938).
Puening fue a ver a Nelson, que estaba en París tras haber sido herido en agosto, y regresaron a Nueva York, donde se quedó con Nelson y su esposa Margaret en su casa de Brooklyn durante dos meses. Luego se dirigió a Filadelfia para ver a su amiga Zelma Baker, quien trabajaba en el Instituto de Investigación del Cáncer de la Universidad de Pensilvania. Puening se matriculó en la Universidad de Pensilvania. Allí conoció a Richard Stewart Harrison, un doctor en medicina con títulos de la Universidad de Oxford, que estaba realizando su pasantía en Estados Unidos. Se casaron el 23 de noviembre de 1938. Posteriormente dejó el partido comunista.

## Matrimonio con Oppenheimer
Poco después, Harrison se fue a Pasadena, California, para su residencia en el Instituto de Tecnológico de California (Caltech), mientras que ella permaneció en Filadelfia para completar su licenciatura en botánica en la Universidad de Pensilvania, y se le ofreció una beca de investigación de posgrado en la Universidad de California en Los Ángeles. En Caltech, trabajó con el físico Charles Lauritsen. El laboratorio de rayos X de Caltech utilizado para la investigación física también se utilizó para la investigación experimental de terapias contra el cáncer. Fue en una fiesta en el jardín organizada por Lauritsen y su esposa Sigrid en agosto de 1939 en que conoció a Robert Oppenheimer, un físico que enseñaba en Caltech durante parte de cada año. Poco después, comenzó una aventura con Oppenheimer. Se les veía con frecuencia por la ciudad en su cupé Chrysler. Oppenheimer había salido con varias mujeres desde que rompió con su novia Jean Tatlock, algunas de ellas casadas, como Kitty Harrison. En Navidad Kitty fue a Berkeley sin su marido, para pasar un tiempo con Oppenheimer. Su amigo Haakon Chevalier conoció a Kitty en una cena organizada por la pianista Estelle Caen, una de las exnovias de Oppenheimer.
Oppenheimer invitó a Harrison y Kitty a pasar el verano en su rancho de Nuevo México, Perro Caliente. Harrison se negó, ya que estaba ocupado en su investigación, pero Kitty aceptó. Robert Serber y su esposa Charlotte recogieron a Kitty en Pasadena y la llevaron a Perro Caliente, donde se encontraron con Robert, su hermano Frank Oppenheimer y su esposa Jackie. Los Serber habían conocido a Kitty antes, en la casa de los padres de Charlotte Serber en Filadelfia en 1938. A los Oppenheimer les encantaba cabalgar por los bosques de pinos y álamos y los prados florecidos de la Sierra de la Sangre de Cristo, acampando con un mínimo de comida y equipo. Kitty los impresionó con su habilidad para montar; la equitación era un logro normal para las mujeres de su clase social, y ella había aprendido a montar de niña en los senderos de equitación alrededor de Aspinwall. Kitty y Robert cabalgaron para pasar la noche con su amiga Katy Page en Los Pinos, Nuevo México. Al día siguiente, Page cabalgó hasta Perro Caliente en su caballo castaño para devolver el camisón de Kitty, que había quedado debajo de la almohada de Robert.
Más tarde, Kitty le dijo a Anne Wilson que consiguió que Robert se casara con ella "a la antigua", quedándose embarazada. En septiembre de 1940, Robert telefoneó a Harrison con la feliz noticia y acordaron que la mejor manera de avanzar era que Kitty se divorciara para poder casarse con Robert. Poco después, Robert compartió un podio con Nelson para recaudar fondos para los refugiados de la Guerra civil española y le informó que estaba comprometido con Kitty. La esposa de Nelson también estaba embarazada y llamó a su hija, que nació en noviembre de 1940, Josie en memoria de Dallet. Para obtener el divorcio, Kitty se mudó a Reno, Nevada, donde permaneció durante seis semanas para cumplir con los requisitos de residencia del estado. El divorcio finalizó el 1 de noviembre de 1940 y Kitty se casó con Oppenheimer al día siguiente en una ceremonia civil en Virginia City, Nevada, con el conserje y el secretario de la corte como testigos.

## Proyecto Manhattan
Su hijo, al que llamaron Peter, nació en Pasadena, el 12 de mayo de 1941, durante la sesión regular de Oppenheimer en Caltech. Cuando regresaron a Berkeley, compró una casa nueva en One Eagle Hill con vista al Golden Gate. Kitty trabajaba en la Universidad de California como asistente de laboratorio. Dejaron a Peter con los Chevaliers y una enfermera alemana y se dirigieron a Perro Caliente para pasar el verano. Las vacaciones se estropearon cuando Oppenheimer fue pisoteado por un caballo y Kitty resultó herida cuando tuvo un accidente en su Cadillac convertible. Estados Unidos entró en la Segunda Guerra Mundial en diciembre de 1941 y Oppenheimer comenzó a reclutar personal para el Proyecto Manhattan. Entre los primeros estaban los Serber, que se mudaron al departamento sobre el garaje en One Eagle Hill.
El 16 de marzo de 1943, la pareja abordó un tren rumbo a Santa Fe, Nuevo México. A finales de mes, se habían mudado a Los Álamos, Nuevo México, donde ocuparon uno de los edificios que antes pertenecían a la Escuela del Rancho de Los Álamos. Los Álamos eran conocidos por los ocupantes como "la Colina" y por el Proyecto Manhattan como el Sitio Y. Oppenheimer se convirtió en el director del Proyecto Y. Kitty abdicó del papel de esposa del comandante del puesto a Martha Parsons, la esposa del adjunto de Robert, el capitán de la Armada William S. Parsons. Puso en práctica su formación como bióloga trabajando para el director del Grupo de Salud de Los Álamos, Louis Hempelmann, realizando análisis de sangre para evaluar el peligro de la radiación.
En 1944, Kitty volvió a quedar embarazada. Su segundo hijo, una niña, nació el 7 de diciembre de 1944. La llamó Katherine en honor a su madre, pero la llamó Toni. Al igual que otros bebés nacidos en Los Álamos durante la guerra, el certificado de nacimiento de Toni indicaba que el lugar de nacimiento era PO Box 1663. En abril de 1945, Kitty estaba deprimida por el aislamiento de Los Álamos y dejó a Toni con Pat Sherr, la esposa del físico Rubby Sherr; Pat había perdido recientemente a su hijo, Michael, por el síndrome de muerte súbita del lactante. Kitty regresó con Peter a Bethlehem, Pensilvania para vivir con sus padres. Regresaron a Los Álamos en julio de 1945.

## Vida posterior
Con el final de la guerra en agosto de 1945, Oppenheimer se había convertido en una celebridad y Kitty se había vuelto alcohólica. Sufrió una serie de fracturas por caídas en estado de ebriedad y accidentes automovilísticos. En noviembre de 1945, Robert dejó Los Álamos para regresar a Caltech, pero pronto descubrió que su interés ya no era la enseñanza. En 1947, aceptó una oferta de Lewis Strauss para asumir la dirección del Instituto de Estudios Avanzados en Princeton, Nueva Jersey. El trabajo vino con alojamiento gratuito en la casa del director, una mansión del siglo XVII de diez habitaciones con un cocinero y un jardinero, rodeada de 265 acres (107,2 ha) de bosques. Robert hizo construir un invernadero para Kitty, donde cultivó orquídeas. Para su cumpleaños, Oppenheimer hizo que trajeran especies raras desde Hawái. Olden Manor a veces se conocía como "Bourbon Manor"; A Kitty y Robert les gustaba mantener el gabinete de licores bien surtido y, como a muchos de su generación, les gustaba celebrar la hora del cóctel con Martinis, Manhattans, Old Fashioneds y Jaibols. A ambos también les gustaba fumar, y el hábito de Kitty de combinar demasiado alcohol con fumar en la cama provocó una gran cantidad de agujeros en su ropa de cama y al menos un incendio en la casa. A veces tomaba demasiadas pastillas y sufría de dolores abdominales causados por su pancreatitis. El dolor a menudo le provocaba estallidos de ira.
En 1952, Toni contrajo polio y los médicos sugirieron que un clima más cálido podría ayudar. La familia voló al Caribe, donde alquilaron un queche de 72 pies (21,9 m) . Robert y Kitty descubrieron un amor compartido por la navegación, mientras que Toni pronto se recuperó. La familia pasaba parte de cada verano en Saint John, en las Islas Vírgenes, y finalmente construyó una casa de playa en Gibney Beach. El 6 de enero de 1967, a Robert se le diagnosticó un cáncer inoperable y murió el 18 de febrero de 1967. Kitty hizo incinerar sus restos y sus cenizas se colocaron en una urna, que llevó a St. John y arrojó al mar frente a la costa, a la vista de la casa de la playa. Se juntó con Robert Serber, cuya esposa Charlotte se había suicidado en mayo de 1967. Ella lo convenció de comprar una yola de 52 pies (15,8 m), que navegaron desde Nueva York hasta Granada. En 1972, compraron un ketch de 52 pies (15,8 m), con la intención de navegar por el Canal de Panamá y a Japón a través de las Islas Galápagos y Tahití. Partieron, pero Kitty se enfermó y fue llevada al Hospital Gorgas en la Ciudad de Panamá, donde murió de una embolia el 27 de octubre de 1972. Serber y Toni incineraron sus restos y esparcieron sus cenizas cerca de las de Robert.

## En la cultura popular
Fue interpretada por Jana Shelden en la miniserie de televisión de 1980 Oppenheimer y por Bonnie Bedelia en la película de 1989 Fat Man and Little Boy. Emily Blunt la interpretó en la película Oppenheimer de Christopher Nolan de 2023.